# وونزیدل
شهر وونزیدل (به آلمانی: Wunsiedel) در ایالت بایرن در کشور آلمان واقع شده‌است.